# Didier Moreno
Didier Andrés Moreno Asprilla (ur. 15 września 1991 w Bajo Baudó) – kolumbijski piłkarz występujący na pozycji pomocnika w hiszpańskim klubie Deportivo La Coruña.